# Peter Dillon
Peter Dillon (* 15. Juni 1788 auf Martinique; † 9. Februar 1847 in Paris), auch Peter Dillon of Vanikoro genannt, war ein irisch-britischer Handelskapitän, Entdecker und Schriftsteller. Er löste 1826 das Rätsel um das Schicksal der La-Pérouse-Expedition.

## Frühe Jahre
Nach eigenen Angaben wurde Peter Dillon 1788 als Sohn irischer Einwanderer auf der Insel Martinique geboren. Sein Vater, der ebenfalls Peter Dillon hieß, brachte ihn als kleines Kind zurück nach Irland in die Grafschaft Meath, wo er bei Verwandten aufwuchs. Dillon trat als Jugendlicher in die Royal Navy ein und kämpfte in der Schlacht von Trafalgar. Nachdem er den Dienst in der Marine quittiert hatte, ging Dillon 1806 nach Fidschi und diente – zunächst als einfacher Seemann und später als Offizier – auf verschiedenen Handelsschiffen im Südpazifik.

## Handelskapitän
1810 bis 1812 hielt er sich auf Bora Bora auf und betrieb von dort aus sehr erfolgreich Geschäfte im Salzfleischhandel („Tahitian Pork Trade“) zwischen den Gesellschaftsinseln und Australien (New South Wales). Durch seine Handelsreisen knüpfte er vielfältige Kontakte mit den Ureinwohnern verschiedener Pazifikinseln und sprach mehrere Dialekte. Im Jahr 1814 engagierte der Missionar und Viehzüchter Samuel Marsden Dillon als Kapitän seiner Brigg Active. Er sollte die Laienmissionare Thomas Kendall und William Hall (* 23. Februar 1778 in Carlisle; † 6. März 1844 in Blacktown City) zur Bay of Islands bringen, um dort Vorbereitungen für eine dauerhafte Missionsstation zu treffen.
Am 22. September 1814 heiratete Dillon und wohnte mit seiner Frau Mary, der Tochter eines angesehenen Farmers und Händlers aus New South Wales, in Sydney. 1816 ging das Paar nach Kalkutta, von dort unternahm Dillon einige profitable Handelsreisen nach Australien und Neuseeland, ab 1819 als Eigner und gleichzeitig auch Kapitän seiner Schiffe.
Ab 1825 dehnte Peter Dillon sein Tätigkeitsgebiet in den Südpazifik aus und handelte mit dem in Asien hochbegehrten Sandelholz, das er von Fidschi, den Neuen Hebriden und weiteren Inseln bezog. Seine Rolle in den Fidschi-Bürgerkriegen bleibt undurchsichtig, möglicherweise versorgte er die Bürgerkriegsparteien mit Schusswaffen. Über sein Profitstreben hinaus begleitete ihn stets ein Interesse für die Geschichte, Kultur und Lebensumstände der Bewohner der von ihm aufgesuchten Inseln.

## La-Pérouse-Expedition
Das Schicksal des französischen Entdeckers und Weltumseglers Jean-François de La Pérouse und seiner beiden Schiffe Astrolabe und Boussole blieb viele Jahre lang ungeklärt; sie galten als verschollen. Auch eine Such- und Rettungsexpedition des französischen Vizeadmirals d’Entrecasteaux von 1791 blieb ergebnislos; d’Entrecasteaux kam dabei ums Leben.
Am 23. Mai 1826 kam Peter Dillon mit seinem Schiff St. Patrick, dessen Kapitän und Eigner er war, nach Tikopia. Dillon hatte dreizehn Jahre zuvor einen Preußen mit Namen Martin Buchert (oder Bushard) sowie einen Laskaren mit Namen Joe und seine Fidschi-Frau auf eigenen Wunsch dort abgesetzt. Als die St. Patrick Anker warf, kamen Buchert und Joe an Bord. Joe besaß, wie Dillon in seiner „Narrative“ schreibt, die silberne Parierstange eines alten Degens, die er einem Mannschaftsmitglied zum Kauf anbot. Auf Dillons Frage, wie dieser Gegenstand von eindeutig europäischer Herkunft auf das abgelegene Tikopia habe gelangen können, teilte Buchert mit, dass die Eingeborenen die Parierstange, mehrere silberne Besteckteile sowie eiserne Nägel, Äxte, Teetassen, Glasflaschen und andere Teile von einer entfernten Insel namens „Manicolo“ (Vanikoro) mitgebracht hätten. Die Eingeborenen dieser Insel besäßen noch mehr solcher Gegenstände, die von zwei Schiffen stammen würden, die vor vielen Jahren („als die alten Männer von heute noch jung waren“) in einem heftigen Sturm dort havariert seien. Einer der Tikopianer hätte auf Vanikoro noch vor sechs Jahren (1820) zwei Besatzungsmitglieder von diesen Schiffen gesehen und mit ihnen gesprochen. Dillon, der die Teile als von mutmaßlich französischer Herkunft identifizierte, beschloss, nach Vanikoro zu segeln, da er vermutete, dass die Gegenstände von der vermissten La-Pérouse-Expedition stammten.
Die St. Patrick erreichte Vanikoro zwei Tage später, konnte wegen ungünstiger Wind- und Strömungsverhältnisse jedoch nicht landen, sondern war gezwungen, sieben Tage vor der Küste zu kreuzen. Weil das Schiff leckte, die Vorräte beschränkt waren und der Eigentümer der Ladung, die die St. Patrick transportierte, Einspruch erhob, beschloss Dillon, das Vorhaben abzubrechen, unverzüglich nach Kalkutta zu segeln und später nach Vanikoro zurückzukehren. Er erreichte Indien mit einigen Schwierigkeiten. In Kalkutta identifizierte ein französischer Künstler die Degenstange als in Versailles gefertigt und etwa vierzig Jahre alt. Sehr schwach waren die Initiale „P.“ und die Fleur de lys zu erkennen.
Am 8. September 1827 kehrte Dillon mit der Research nach Vanikoro zurück und fand zahlreiche weitere Relikte, die sich den französischen Schiffen – einige davon auch La Pérouse persönlich – zuordnen ließen. Er brachte sie 1829 nach Frankreich, wo ihn König Karl X. zum Ritter der Ehrenlegion ernannte und ihm einen lebenslangen Ehrensold bewilligte.

## Spätere Jahre
1829 veröffentlichte er seine Reisebeschreibung „Narrative and Successful Result of a Voyage in the South Seas …“ Kurzzeitig, 1829, war Dillon Konsul von Frankreich, doch die Julirevolution von 1830 beendete seine Bestrebungen, ein offizielles Amt zu erhalten, obwohl er sowohl bei den Franzosen als auch bei den Briten hoch angesehen war. Für einige Zeit lebte er wieder in Sydney.
1838 kehrte Dillon endgültig nach Europa zurück. Der 193 cm (6 Fuß 4 Zoll) große, kräftige Peter Dillon, nach Schilderung von Zeitzeugen eine eindrucksvolle Erscheinung, galt schon immer als streitbar und rechthaberisch. 1841 schrieb er einen offenen Brief, in dem er die wesleyanischen Missionare John Thomas und John Hutchinson als Kriegstreiber der 1837 einsetzenden Bürgerkriege auf Tonga beschuldigte. Der zwölfseitige Brief unter dem Titel: Letter to Richard More O’Farrell, Esq., M.P. Secretary to the Admiralty, Whitehall, London, from the Chevallier Dillon, late French Consul for the Islands in The South Seas, on the defeat of Her Majesty’s Ship, Favorite, and death of Her Commander, Captain Croker; at Tongataboo, one of the Friendly Islands, where he volunteered his services to the Wesleyan Missionaries to massacre the innocent and unoffending natives, whose only crime was, that they would not embrace a religion that had already caused more bloodshed and cruelty than any other event on record connected with the Friendly Islands, enthielt auch Kritik an den Eroberungen von König Tupou I., der sich von den Wesleyanern zu Ehren von Georg III. auf den Namen „George“ hatte taufen lassen. Dillon bezeichnete ihn als Usurpator, ohne jegliche Legitimation, Tonga und Vavaʻu zu regieren. Die Kritik an den Missionaren in Tonga im Besonderen und der Missionierung in der Südsee im Allgemeinen diskreditierte den einst angesehenen Dillon in Großbritannien. Er starb am 9. Februar 1847 in Paris.

## Rezension
In seinem Buch „Narrative and Successful Result of a Voyage in the South Seas …“ beschreibt Dillon ausführlich und detailliert kannibalistische Praktiken auf den Fidschi-Inseln. Gananath Obeyesekere aus Sri Lanka, Professor für Anthropologie an der Princeton University, bezeichnete in seinem Buch „Cannibal talk: the man-eating myth and human sacrifice in the South Seas“ die Schilderungen von Peter Dillon als Seemannsgarn. Zudem fordert er eine konsequente Überprüfung des Kannibalismus-Begriffs in den Medien und stellt die Berichte westlicher Augenzeugen der Ereignisse als pure Fiktion dar. Obeyesekere bezweifelt auch die tradierten Details des Todes von James Cook auf Hawaii. Seine Thesen sind in der Wissenschaft umstritten.